# Tenisová sezóna Rogera Federera 2004
Tenisová sezóna Rogera Federera 2004 znamenala pro švýcarského tenistu zisk tří grandslamových titulů a také posun do čela žebříčku ATP, když se poprvé světovou jedničkou stal 2. února. Další čtyři a půl roku na této pozici setrval a vytvořil tím rekord v délce 237 týdnů na prvním místě bez přerušení. Federer postupně vyhrál finále na Australian Open proti Maratu Safinovi 7–63, 6–4 a 6–2, ve Wimbledonu nad Andy Roddickem 4–6, 7–5, 7–63, 6–4 a konečně na US Open porazil Lleytona Hewitta 6–0, 7–63, 6–0.
Další tři tituly si připsal v sérii Masters, když zvítězil na hamburské antuce a tvrdých površích v Indian Wells a Canada Masters. V kategorii ATP International Series Gold vyhrál turnaj v Dubaji a obhájil také vítězství na Turnaji mistrů, kde ve finále zdolal Hewitta. Všech jedenáct singlových finále sezóny vyhrál.
Od roku 1988 se tak stal prvním tenistou, který ovládl tři ze čtyř Grand Slamů. Naposledy před ním se tento výkon podařil švédskému hráči Matsi Wilanderovi.

## Přehled sezóny
Na mužském okruhu svými výkony vytvořil jednu z nejdominantnějších a nejlepších sezón v otevřené éře tenisu. Připsal si tři ze čtyř grandslamů a po celý rok neprohrál utkání s žádným hráčem první desítky. Všech jedenáct finálových zápasů, do nichž nastoupil, vyhrál. Mezinárodní tenisová federace jej poprvé vyhlásila mistrem světa a od ATP obdržel titul Hráč roku. Poměr výher a proher ve dvouhře činil 74–6, což představovalo nejlepší procentuální úspěšnost od sezóny 1986, v níž český hráč Ivan Lendl vytvořil bilanci 74-6.

### Zimní sezóna na tvrdém povrchu
Na melbournský Australian Open přijížděl v roli druhého nasazeného za americkou světovou jedničkou Andym Roddickem. V osmifinále narazil na bývalého prvního hráče světa Lleytona Hewitta z Austrálie, kterého porazil i přes prohraný úvodní set. Mezi poslední osmičkou jej čekal Argentinec David Nalbandian, se kterým měl pasivní zápasovou bilanci 1:5. Po čtyřsetovém průběhu si Švýcar připsal druhou vzájemnou výhru. V semifinále si poradil se španělskou světovou trojkou Juanem Carlosem Ferrerem a postoupil do premiérového boje o melbournský titul. V něm jej čekala bývalá světová jednička a šampión US Open 2000 Marat Safin. Po zisku zkrácené hry úvodní sady, Federer již nepřipustil žádnou zápletku a dovedl duel do vítězného konce 7–6, 6–4 a 6–2. Druhý grandslamový titul mu zajistil v následné pondělní klasifikaci z 2. února posun do čela žebříčku, jako historicky první světové jedničce pocházející ze Švýcarska. Na prvním místě pak nepřetržitě setrval 237 týdnů až do 18. srpna 2008. Čtyři a půl roku v čele bez přerušení znamenalo rekordní zápis do tenisové historie.
Po návratu do Evropy přispěl k postupu švýcarského daviscupového družstva do čtvrtfinále Světové skupiny na půdě Rumunska. Ve čtvrtfinále Rotterdam Open však ve dvou setech nestačil na Brita Tima Henmana, který mu přivodil první porážku v sezóně. Návrat do vrcholné formy zaznamenal na dalším Dubai Tennis Championships, kde v repríze melbournského finále, již v úvodním kole přehrál Safina. Ve finále zdolal španělského tenistu Feliciana Lópeze po zaváhání v prvním dějství 4–6, 6–1 a 6–2.
Na americké půdě prošel v březnovém Indian Wells Masters do semifinále bez ztráty setu. V něm se střetl s Američanem Andrem Agassim, který získal první sadu. Švýcar si však šanci na zisk prvního titulu série Masters od hamburského triumfu 2002, nenechal ujít a zbylé dvě sady vyhrál 6–3, 6–4. V debutovém finále kalifornského turnaje se střetl s Timem Henmanem, jemuž oplatil čerstvou porážku a zvítězil 6–3, 6–3. Na navazujícím floridském Miami Masters se ve třetí fázi potkal poprvé s velkým rivalem, tehdy španělským teenagerem Rafaelem Nadalem. Ten Federera v prvním vzájemném duelu vyřadil.

### Antuková sezóna
Po vypuštění Monte-Carlo Masters se rozhodl zúčastnit až italského Rome Masters. Ve druhém kole jej však přehrál vítěz Roland Garros 2002 a španělský antukový specialista Albert Costa.
Další přípravou před pařížským grandslamem se stal Hamburg Masters. Na turnaji zdolal dvě bývalé světové jedničky. Ve čtvrtfinále na jeho raketě skončil Carlos Moyà a v semifinále pak Lleyton Hewitt. V boji o titul porazil argentinskou světovou trojku Guillerma Coriu poměrem 4–6, 6–4, 6–2, 6–3 a připsal si druhý hamburský titul kariéry. Současně také ukončil nejdelší Coriovu šňůru 31 vítězných utkání na antuce.
Debut v roli prvního nasazeného na grandslamu zažil na French Open. Jeho cestu turnajem ve třetím kole ukončil bývalý první hráč světa a trojnásobný šampión pařížského Roland Garros Gustavo Kuerten, když neuhrál ani set a prohrál 4–6, 4–6, 4–6.

### Sezóna na trávě
Na halleský Gerry Weber Open přijížděl jako obhájce titulu. V jeho průběhu mu soupeři nesebrali ani jednu sadu. Po hladkém postupu do finále si v něm poradil s Američanem Mardym Fishem 6–0 a 6–3. Přispěl tím k postupnému získání statusu výborného tenisty na travnatém povrchu.
Z německého Halle odjel na nejslavnější turnaj světa do Wimbledonu v pozici obhájce titulu a největšího favorita mužské soutěže. Cílem bylo napodobit Američana Peta Samprase, který obhájil wimbledonskou trofej naposledy v letech 1999–2000. Švýcar postupem do finále potvrdil svou dominanci, když na této cestě vyhrál 18 setů a ztratil pouze jediný v tiebreaku čtvrtfinále proti Hewittovi. K rozhodující bitvě jej vyzvala světová dvojka Andy Roddick. Američan do duelu vstoupil nechytatelným dělovým podáním, které mu vyneslo zisk úvodního dějství. Ve druhém se Švýcar dvěma breaky dostal do rychlého vedení 4–0, ovšem po dalších čtyřech hrách bylo srovnáno na 4–4. Světová jednička prolomila soupeřův servis ve dvanáctém gamu a připsala si druhý set. V utkání nastal zlom a po zvládnuté koncovce třetí sady v tiebreaku obhájil Federer titul výsledkem 4–6, 7–5, 7–63 a 6–4.

### Gstaad
Mezi travnatou a betonovou částí sezóny, jako již v minulosti, odehrál antukový Swiss Open v Gstaadu. Turnaje se účastnil pravidelně v předcházejících letech 1998–2003, nikdy však nedosáhl na vítězství. Změnu přinesl ročník 2004, v němž na cestě do finále musel odehrát, vyjma prvního kola, třísetové bitvy. V posledním utkání pak našel recept na ruského hráče Igora Andrejeva a po výhře 6–2, 6–3, 5–7, 6–3, slavil premiérový titul kariéry v rodném Švýcarsku.

### Letní sezóna na amerických betonech

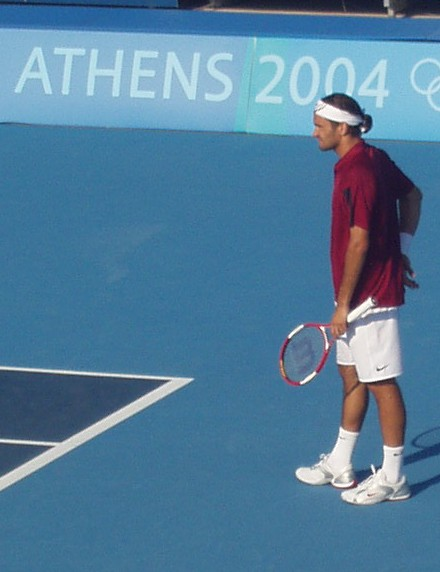
Během olympijského turnaje v Athénách

Po přesunu na americký kontinent, kde se uskutečnil premiérový ročník US Open Series, pokračoval na vítězné vlně. Debutový triumf si připsal také v Kanadě, kde opanoval torontský Rogers Cup. V semifinále na něj potřetí v roce nestačil Švéd Thomas Johansson a ve finále zopakoval kvalitní výkon proti Roddickovi, kterého porazil 7–5 a 6–3.
Dvacet tři zápasů trvající série neporazitelnosti překvapivě skončila v prvním kole Cincinnati Masters, kde Švýcara vyřadil slovenský hráč Dominik Hrbatý ve třech setech 6–1, 67–7 a 4–6.
V srpnu došlo k přerušení turnajů okruhu a profesionálové se přesunuli do Athén na XXVIII. letní olympijské hry. Na tvrdém povrchu místního areálu plnil roli jedničky a hlavního kandidáta na olympijské zlato. Ve druhém kole jej však přehrál Čech a budoucí světová pětka Tomáš Berdych poměrem 6–4, 5–7 a 5–7. Porážka pro Švýcara znamenala poslední singlovou prohru v sezóně. Zbylých šestnáct utkání dovedl do vítězného konce.
Následně se objevil na US Open, kde splnil papírové předpoklady turnajové a světové jedničky. Těžké utkání odehrál ve čtvrtfinále proti dvojnásobnému šampiónu turnaje Andremu Agassimu. V bitvě rozhodl až pátý set, který získal ve svůj prospěch a po výsledku 6–3, 2–6, 7–5, 3–6 a 6–3, prošel mezi poslední newyorskou čtyřku. V semifinále neztratil ani jeden set s Timem Henmanem a první titul z Flushing Meadows zaznamenal po finálové výhře nad Lleytonem Hewittem, kterému v jednom z nejjednoznačnějších finále nadělil dva kanáry 6–0, 7–63 a 6–0. V historii newyorského grandslamu tak poprvé od roku 1884 hráč vyhrál dva sety bez ztráty gamu.

### Podzimní halová sezóna
Poslední podzimní díl sezóny rozehrál na bangkockém Thailand Open. Ve třech sadách udolal Thajce Paradorna Srichaphana a postoupil do finále. Tam na něj čekal druhý hráč světa Andy Roddick. Bez větších problémů jej opět přehrál poměrem 6-4 a 6-0. Dvanáctou finálovou výhrou v řadě na okruhu ATP vyrovnal historický rekord Björna Borga a Johna McEnroea. Titul zároveň představoval jeho desáté turnajové vítězství v kalendářním roku.
Poté vynechal španělský Madrid Masters, aby si v náročné sezóně odpočinul na basilejský turnaj Swiss Indoors, hraný v jeho rodišti. Krátce před startem si však přivodil rupturu svalového vlákna v levém stehnu a musel se z této události odhlásit. Zranění jej následně vyřadilo z plánované účasti na Paris Masters.
Na profesionální okruh se vrátil po šesti týdnech, až závěrečným Turnajem mistrů, probíhajícím v Houstonu. Jako první nasazený hráč poobědval s texaským patriotem a bývalým americkým prezidentem Georgem Herbertem Walkerem Bushem. Z pozice obhájce titulu získal ve svůj prospěch všechny tři duely červené skupiny, když porazil úřadujícího šampióna French Open Gastona Gaudiu, Lleytona Hewitta a nakonec i Carlose Moyu. Po výhře šesti ze sedmi setů jej v semifinále vyzval Marat Safin. První sadu si připsal 6–3. Ve druhé oba tenisté předvedli rekordně dlouhý tiebreak, jenž trval 27 minut a skončil vítězstvím Švýcara v poměru 20–18. Třiceti devíti míči tak vyrovnali zápis dvou nejdelších zkrácených her v historii tenisu, které se odehrály mezi Borgem a Lallem ve Wimbledonu 1973 a podruhé mezi Ivaniševićem a Nestorem na US Open 1993. Ve finále stál proti Federerovi pošesté v roce Australan Lleyton Hewitt a pošesté z utkání odešel poražen, tentokrát výsledkem 6-3, 6-2. Třináctým titulem ATP za sebou se tak Švýcar odpoutal od rekordních dvanácti trofejí, jež do té chvíle sdílel s Borgem a McEnroem.

## Přehled utkání

### Grand Slam
| turnaj          | fáze        | stav      | soupeř              | výsledek                |
| --------------- | ----------- | --------- | ------------------- | ----------------------- |
| Australian Open | 1. kolo     | výhra     | Alex Bogomolov      | 6–3, 6–4, 6–0           |
| Australian Open | 2. kolo     | výhra     | Jeff Morrison       | 6–2, 6–3, 6–4           |
| Australian Open | 3. kolo     | výhra     | Todd Reid           | 6–3, 6–0, 6–1           |
| Australian Open | 4. kolo     | výhra     | Lleyton Hewitt      | 4–6, 6–3, 6–0, 6–4      |
| Australian Open | čtvrtfinále | výhra     | David Nalbandian    | 7–5, 6–4, 5–7, 6–3      |
| Australian Open | semifinále  | výhra     | Juan Carlos Ferrero | 6–4, 6–1, 6–4           |
| Australian Open | finále      | výhra (2) | Marat Safin         | 7–6(3), 6–4, 6–2        |
| French Open     | 1. kolo     | výhra     | Kristof Vliegen     | 6–1, 6–2, 6–1           |
| French Open     | 2. kolo     | výhra     | Nicolas Kiefer      | 6–3, 6–4, 7–6(6)        |
| French Open     | 3. kolo     | prohra    | Gustavo Kuerten     | 6–4, 6–4, 6–4           |
| Wimbledon       | 1. kolo     | výhra     | Alex Bogdanović     | 6–3, 6–3, 6–0           |
| Wimbledon       | 2. kolo     | výhra     | Alejandro Falla     | 6–1, 6–2, 6–0           |
| Wimbledon       | 3. kolo     | výhra     | Thomas Johansson    | 6–3, 6–4, 6–3           |
| Wimbledon       | 4. kolo     | výhra     | Ivo Karlović        | 6–3, 7–6(3), 7–6(5)     |
| Wimbledon       | čtvrtfinále | výhra     | Lleyton Hewitt      | 6–1, 6–7(1), 6–0, 6–4   |
| Wimbledon       | semifinále  | výhra     | Sébastien Grosjean  | 6–2, 6–3, 7–6(6)        |
| Wimbledon       | finále      | výhra (3) | Andy Roddick        | 4–6, 7–5, 7–6(3), 6–4   |
| US Open         | 1. kolo     | výhra     | Albert Costa        | 7–5, 6–2, 6–4           |
| US Open         | 2. kolo     | výhra     | Marcos Baghdatis    | 6–2, 6–7(4), 6–3, 6–1   |
| US Open         | 3. kolo     | výhra     | Fabrice Santoro     | 6–0, 6–4, 7–6(7)        |
| US Open         | 4. kolo     | výhra     | Andrei Pavel        | bez boje                |
| US Open         | čtvrtfinále | výhra     | Andre Agassi        | 6–3, 2–6, 7–5, 3–6, 6–3 |
| US Open         | semifinále  | výhra     | Tim Henman          | 6–3, 6–4, 6–4           |
| US Open         | finále      | výhra (4) | Lleyton Hewitt      | 6–0, 7–6(3), 6–0        |

### ATP Tour

#### Dvouhra: 80 (74–6)
| utkání | turnaj                   | stát        | datum | kat. | místo | povrch | fáze       | soupeř                | stav   | výsledek                |
| 347. | Australian Open          | Austrálie   | 1/19  | GS   | venku | tvrdý  | 128        | Alex Bogomolov        | výhra  | 6–3, 6–4, 6–0           |
| 348. | Australian Open          | Austrálie   | 1/19  | GS   | venku | tvrdý  | 64 v kole  | Jeff Morrison         | výhra  | 6–2, 6–3, 6–4           |
| 349. | Australian Open          | Austrálie   | 1/19  | GS   | venku | tvrdý  | 32 v kole  | Todd Reid             | výhra  | 6–3, 6–0, 6–1           |
| 350. | Australian Open          | Austrálie   | 1/19  | GS   | venku | tvrdý  | 16 v kole  | Lleyton Hewitt        | výhra  | 4–6, 6–3, 6–0, 6–4      |
| 351. | Australian Open          | Austrálie   | 1/19  | GS   | venku | tvrdý  | QF         | David Nalbandian      | výhra  | 7–5, 6–4, 5–7, 6–3      |
| 352. | Australian Open          | Austrálie   | 1/19  | GS   | venku | tvrdý  | SF         | Juan Carlos Ferrero   | výhra  | 6–4, 6–1, 6–4           |
| 353. | Australian Open          | Austrálie   | 1/19  | GS   | venku | tvrdý  | Finále     | Marat Safin           | vítěz  | 7–6(3), 6–4, 6–2        |
| 354. | ROM v. SUI, DC Svět. sk. | Rumunsko    | 2/6   | DC   | hala  | antuka | 1. kolo    | Victor Hănescu        | výhra  | 7–6(4), 6–3, 6–1        |
| 355. | ROM v. SUI, DC Svět. sk. | Rumunsko    | 2/6   | DC   | hala  | antuka | 1. kolo    | Andrei Pavel          | výhra  | 6–3, 6–2, 7–5           |
| 356. | Rotterdam                | Nizozemsko  | 2/16  | 500  | hala  | tvrdý  | 32 v kole  | Arnaud Clément        | výhra  | 6–4, 6–3                |
| 357. | Rotterdam                | Nizozemsko  | 2/16  | 500  | hala  | tvrdý  | 16 v kole  | Andrei Pavel (2)      | výhra  | 7–6(2), 7–5             |
| 358. | Rotterdam                | Nizozemsko  | 2/16  | 500  | hala  | tvrdý  | QF         | Tim Henman            | prohra | 3–6, 6–7(9)             |
| 359. | Dubaj                    | SAE         | 3/1   | 500  | venku | tvrdý  | 32 v kole  | Marat Safin (2)       | výhra  | 7–6(2), 7–6(4)          |
| 360. | Dubaj                    | SAE         | 3/1   | 500  | venku | tvrdý  | 16 v kole  | Tommy Robredo         | výhra  | 6–3, 6–4                |
| 361. | Dubaj                    | SAE         | 3/1   | 500  | venku | tvrdý  | QF         | Andrei Pavel (3)      | výhra  | 6–3, 6–3                |
| 362. | Dubaj                    | SAE         | 3/1   | 500  | venku | tvrdý  | SF         | Jarkko Nieminen       | výhra  | 7–6(7), 6–2             |
| 363. | Dubaj                    | SAE         | 3/1   | 500  | venku | tvrdý  | Finále     | Feliciano López       | vítěz  | 4–6, 6–1, 6–2           |
| — | Indian Wells Masters     | USA         | 3/8   | 1000 | venku | tvrdý  | 128 v kole | volný los             |        |                         |
| 364. | Indian Wells Masters     | USA         | 3/8   | 1000 | venku | tvrdý  | 64 v kole  | Andrei Pavel (4)      | výhra  | 6–1, 6–1                |
| 365. | Indian Wells Masters     | USA         | 3/8   | 1000 | venku | tvrdý  | 32 v kole  | Fernando González     | výhra  | 6–3, 6–2                |
| 366. | Indian Wells Masters     | USA         | 3/8   | 1000 | venku | tvrdý  | 16 v kole  | Mardy Fish            | výhra  | 6–4, 6–1                |
| 367. | Indian Wells Masters     | USA         | 3/8   | 1000 | venku | tvrdý  | QF         | Juan Ignacio Chela    | výhra  | 6–2, 6–1                |
| 368. | Indian Wells Masters     | USA         | 3/8   | 1000 | venku | tvrdý  | SF         | Andre Agassi          | výhra  | 4–6, 6–3, 6–4           |
| 369. | Indian Wells Masters     | USA         | 3/8   | 1000 | venku | tvrdý  | Finále     | Tim Henman            | vítěz  | 6–3, 6–3                |
| — | Miami Masters            | USA         | 3/22  | 1000 | venku | tvrdý  | 128 v kole | volný los             |        |                         |
| 370. | Miami Masters            | USA         | 3/22  | 1000 | venku | tvrdý  | 64 v kole  | Nikolaj Davyděnko     | výhra  | 6–2, 3–6, 7–5           |
| 371. | Miami Masters            | USA         | 3/22  | 1000 | venku | tvrdý  | 32 v kole  | Rafael Nadal          | prohra | 3–6, 3–6                |
| 372. | SUI v. FRA, DC Svět      | Švýcarsko   | 4/9   | DC   | hala  | tvrdý  | QF         | Nicolas Escudé        | výhra  | 6–2, 6–4, 6–4           |
| 373. | SUI v. FRA, DC Svět      | Švýcarsko   | 4/9   | DC   | hala  | tvrdý  | QF         | Arnaud Clément (2)    | výhra  | 6–2, 7–5, 6–4           |
| 374. | Rome Masters             | Itálie      | 5/3   | 1000 | venku | antuka | 64 v kole  | Jonas Björkman        | výhra  | 7–6(4), 6–3             |
| 375. | Rome Masters             | Itálie      | 5/3   | 1000 | venku | antuka | 32 v kole  | Albert Costa          | prohra | 6–3, 3–6, 2–6           |
| 376. | Hamburg Masters          | Německo     | 5/10  | 1000 | venku | antuka | 64 v kole  | Gastón Gaudio         | výhra  | 6–1, 5–7, 6–4           |
| 377. | Hamburg Masters          | Německo     | 5/10  | 1000 | venku | antuka | 32 v kole  | Nicolás Lapentti      | výhra  | 6–3, 6–3                |
| 378. | Hamburg Masters          | Německo     | 5/10  | 1000 | venku | antuka | 16 v kole  | Fernando González (2) | výhra  | 7–5, 6–1                |
| 379. | Hamburg Masters          | Německo     | 5/10  | 1000 | venku | antuka | QF         | Carlos Moyá           | výhra  | 6–4, 6–3                |
| 380. | Hamburg Masters          | Německo     | 5/10  | 1000 | venku | antuka | SF         | Lleyton Hewitt (2)    | výhra  | 6–0, 6–4                |
| 381. | Hamburg Masters          | Německo     | 5/10  | 1000 | venku | antuka | Finále     | Guillermo Coria       | vítěz  | 4–6, 6–4, 6–2, 6–3      |
| 382. | Roland Garros            | Francie     | 5/24  | GS   | venku | antuka | 128 v kole | Kristof Vliegen       | výhra  | 6–1, 6–2, 6–1           |
| 383. | Roland Garros            | Francie     | 5/24  | GS   | venku | antuka | 64 v kole  | Nicolas Kiefer        | výhra  | 6–3, 6–4, 7–6(6)        |
| 384. | Roland Garros            | Francie     | 5/24  | GS   | venku | antuka | 32 v kole  | Gustavo Kuerten       | prohra | 4–6, 4–6, 4–6           |
| 385. | Halle                    | Německo     | 6/7   | 250  | venku | tráva  | 32 v kole  | Thomas Johansson      | výhra  | 6–3, 6–2                |
| 386. | Halle                    | Německo     | 6/7   | 250  | venku | tráva  | 16 v kole  | Michail Južnyj        | výhra  | 6–2, 6–1                |
| 387. | Halle                    | Německo     | 6/7   | 250  | venku | tráva  | QF         | Arnaud Clément (3)    | výhra  | 6–3, 7–5                |
| 388. | Halle                    | Německo     | 6/7   | 250  | venku | tráva  | SF         | Jiří Novák            | výhra  | 6–3, 6–4                |
| 389. | Halle                    | Německo     | 6/7   | 250  | venku | tráva  | Finále     | Mardy Fish (2)        | vítěz  | 6–0, 6–3                |
| 390. | Wimbledon                | V. Británie | 6/21  | GS   | venku | tráva  | 128 v kole | Alex Bogdanovic       | výhra  | 6–3, 6–3, 6–0           |
| 391. | Wimbledon                | V. Británie | 6/21  | GS   | venku | tráva  | 64 v kole  | Alejandro Falla       | výhra  | 6–1, 6–2, 6–0           |
| 392. | Wimbledon                | V. Británie | 6/21  | GS   | venku | tráva  | 32 v kole  | Thomas Johansson (2)  | výhra  | 6–3, 6–4, 6–3           |
| 393. | Wimbledon                | V. Británie | 6/21  | GS   | venku | tráva  | 16 v kole  | Ivo Karlović          | výhra  | 6–3, 7–6(3), 7–6(5)     |
| 394. | Wimbledon                | V. Británie | 6/21  | GS   | venku | tráva  | QF         | Lleyton Hewitt (3)    | výhra  | 6–1, 6–7(1), 6–0, 6–4   |
| 395. | Wimbledon                | V. Británie | 6/21  | GS   | venku | tráva  | SF         | Sébastien Grosjean    | výhra  | 6–2, 6–3, 7–6(6)        |
| 396. | Wimbledon                | V. Británie | 6/21  | GS   | venku | tráva  | Finále     | Andy Roddick          | vítěz  | 4–6, 7–5, 7–6(3), 6–4   |
| 397. | Gstaad                   | Švýcarsko   | 7/5   | 250  | venku | antuka | 32 v kole  | Tomas Behrend         | výhra  | 6–1, 6–1                |
| 398. | Gstaad                   | Švýcarsko   | 7/5   | 250  | venku | antuka | 16 v kole  | Ivo Karlović (2)      | výhra  | 6–7(5), 6–3, 7–6(4)     |
| 399. | Gstaad                   | Švýcarsko   | 7/5   | 250  | venku | antuka | QF         | Radek Štěpánek        | výhra  | 6–1, 5–7, 6–4           |
| 400. | Gstaad                   | Švýcarsko   | 7/5   | 250  | venku | antuka | SF         | Potito Starace        | výhra  | 6–3, 3–6, 6–3           |
| 401. | Gstaad                   | Švýcarsko   | 7/5   | 250  | venku | antuka | Finále     | Igor Andrejev         | vítěz  | 6–2, 6–3, 5–7, 6–3      |
| 402. | Canada Masters           | Kanada      | 7/26  | 1000 | venku | tvrdý  | 64 v kole  | Hišám Arazi           | výhra  | 6–3, 7–5                |
| 403. | Canada Masters           | Kanada      | 7/26  | 1000 | venku | tvrdý  | 32 v kole  | Robin Söderling       | výhra  | 7–5, 6–1                |
| 404. | Canada Masters           | Kanada      | 7/26  | 1000 | venku | tvrdý  | 16 v kole  | Max Mirnyj            | výhra  | 7–6(3), 7–6(4)          |
| 405. | Canada Masters           | Kanada      | 7/26  | 1000 | venku | tvrdý  | QF         | Fabrice Santoro       | výhra  | 7–5, 6–4                |
| 406. | Canada Masters           | Kanada      | 7/26  | 1000 | venku | tvrdý  | SF         | Thomas Johansson (3)  | výhra  | 4–6, 6–3, 6–2           |
| 407. | Canada Masters           | Kanada      | 7/26  | 1000 | venku | tvrdý  | Finále     | Andy Roddick (2)      | vítěz  | 7–5, 6–3                |
| 408. | Cincinnati Masters       | USA         | 8/2   | 1000 | venku | tvrdý  | 64 v kole  | Dominik Hrbatý        | prohra | 6–1, 6–7(7), 4–6        |
| 409. | Athény, LOH              | Řecko       | 8/16  | LOH  | venku | tvrdý  | 64 v kole  | Nikolaj Davyděnko (2) | výhra  | 6–3, 5–7, 6–1           |
| 410. | Athény, LOH              | Řecko       | 8/16  | LOH  | venku | tvrdý  | 32 v kole  | Tomáš Berdych         | prohra | 6–4, 5–7, 5–7           |
| 411. | US Open                  | USA         | 8/30  | GS   | venku | tvrdý  | 128 v kole | Albert Costa          | výhra  | 7–5, 6–2, 6–4           |
| 412. | US Open                  | USA         | 8/30  | GS   | venku | tvrdý  | 64 v kole  | Marcos Baghdatis      | výhra  | 6–2, 6–7(4), 6–3, 6–1   |
| 413. | US Open                  | USA         | 8/30  | GS   | venku | tvrdý  | 32 v kole  | Fabrice Santoro       | výhra  | 6–0, 6–4, 7–6(7)        |
| — | US Open                  | USA         | 8/30  | GS   | venku | tvrdý  | 16 v kole  | Andrei Pavel (5)      | výhra  | bez boje                |
| 414. | US Open                  | USA         | 8/30  | GS   | venku | tvrdý  | QF         | Andre Agassi (2)      | výhra  | 6–3, 2–6, 7–5, 3–6, 6–3 |
| 415. | US Open                  | USA         | 8/30  | GS   | venku | tvrdý  | SF         | Tim Henman (2)        | výhra  | 6–3, 6–4, 6–4           |
| 416. | US Open                  | USA         | 8/30  | GS   | venku | tvrdý  | Finále     | Lleyton Hewitt (4)    | vítěz  | 6–0, 7–6(3), 6–0        |
| 417. | Thailand Open            | Thajsko     | 9/27  | 250  | hala  | tvrdý  | 32 v kole  | Nicolas Thomann       | výhra  | 6–4, 7–6(4)             |
| 418. | Thailand Open            | Thajsko     | 9/27  | 250  | hala  | tvrdý  | 16 v kole  | Ivo Heuberger         | výhra  | 6–1, 6–3                |
| 419. | Thailand Open            | Thajsko     | 9/27  | 250  | hala  | tvrdý  | QF         | Robin Söderling (2)   | výhra  | 7–6(3), 6–4             |
| 420. | Thailand Open            | Thajsko     | 9/27  | 250  | hala  | tvrdý  | SF         | Paradorn Srichaphan   | výhra  | 7–5, 2–6, 6–3           |
| 421. | Thailand Open            | Thajsko     | 9/27  | 250  | hala  | tvrdý  | F          | Andy Roddick (3)      | vítěz  | 6–4, 6–0                |
| 422. | Tennis Masters Cup       | USA         | 11/15 | WC   | venku | tvrdý  | zs         | Gastón Gaudio (2)     | výhra  | 6–1, 7–6(4)             |
| 423. | Tennis Masters Cup       | USA         | 11/15 | WC   | venku | tvrdý  | zs         | Lleyton Hewitt (5)    | výhra  | 6–3, 6–4                |
| 424. | Tennis Masters Cup       | USA         | 11/15 | WC   | venku | tvrdý  | zs         | Carlos Moyá (2)       | výhra  | 6–3, 3–6, 6–3           |
| 425. | Tennis Masters Cup       | USA         | 11/15 | WC   | venku | tvrdý  | SF         | Marat Safin (3)       | výhra  | 6–3, 7–6(18)            |
| 426. | Tennis Masters Cup       | USA         | 11/15 | WC   | venku | tvrdý  | Finále     | Lleyton Hewitt (6)    | vítěz  | 6–3, 6–2                |
| QF – čtvrtfinále, SF – semifinále, zs – základní skupina kategorie: 250 – International Series / 500 – International Series Gold / 1000 – Masters Series / WC – Turnaj mistrů / GS – Grand Slam |                          |             |       |      |       |        |            |                       |        |                         |

## Přehled finále
| Legenda                               |
| Grand Slam (3–0 D)                    |
| Tennis Masters Cup (1–0 D)            |
| ATP Masters Series (3–0 D)            |
| ATP International Series Gold (1–0 D) |
| ATP International Series (3–0 D)      |

| Finále dle povrchu |
| ------------------ |
| tvrdý (7–0 D)      |
| antuka (2–0 D)     |
| tráva (2–0 D)      |

| Finále dle místa |
| ---------------- |
| venku (10–0 D)   |
| hala (1–0 D)     |

### Dvouhra: 11 (11–0)
| Stav  | Č.  | Datum              | Turnaj                          | Povrch    | Soupeř ve finále | Výsledek                |
| ----- | --- | ------------------ | ------------------------------- | --------- | ---------------- | ----------------------- |
| Vítěz | 12. | 1. února 2004      | Australian Open, Austrálie      | tvrdý     | Marat Safin      | 7–6(7–3), 6–4, 6–2      |
| Vítěz | 13. | 7. března 2004     | Dubaj, SAE (2)                  | tvrdý     | Feliciano López  | 4–6, 6–1, 6–2           |
| Vítěz | 14. | 21. března 2004    | Indian Wells, USA               | tvrdý     | Tim Henman       | 6–3, 6–3                |
| Vítěz | 15. | 16. května 2004    | Hamburk, Německo (2)            | antuka    | Guillermo Coria  | 4–6, 6–4, 6–2, 6–3      |
| Vítěz | 16. | 13. června 2004    | Halle, Německo (2)              | tráva     | Mardy Fish       | 6–0, 6–3                |
| Vítěz | 17. | 4. července 2004   | Wimbledon, Londýn, VB (2)       | tráva     | Andy Roddick     | 4–6, 7–5, 7–6(7–3), 6–4 |
| Vítěz | 18. | 11. července 2004  | Gstaad, Švýcarsko               | antuka    | Igor Andrejev    | 6–2, 6–3, 5–7, 6–3      |
| Vítěz | 19. | 1. srpna 2004      | Toronto, Kanada                 | tvrdý     | Andy Roddick     | 7–5, 6–3                |
| Vítěz | 20. | 12. září 2004      | US Open, New York, USA          | tvrdý     | Lleyton Hewitt   | 6–0, 7–6(7–3), 6–0      |
| Vítěz | 21. | 3. října 2004      | Bangkok, Thajsko                | tvrdý (h) | Andy Roddick     | 6–4, 6–0                |
| Vítěz | 22. | 21. listopadu 2004 | Turnaj mistrů, Houston, USA (2) | tvrdý     | Lleyton Hewitt   | 6–3, 6–2                |

## Finanční odměny
| Soutěž                    | turnaj                      | finanční odměna   | celkem      |
| ------------------------- | --------------------------- | ----------------- | ----------- |
| Dvouhra                   | Australian Open             | $915 960          | $915 960    |
| Dvouhra                   | Rotterdam Open              | $23 740           | $943 287    |
| Dvouhra                   | Dubai Tennis Championships  | $187 500          | $1 130 787  |
| Dvouhra                   | Pacific Life Open           | $421 600          | $1 552 387  |
| Dvouhra                   | NASDAQ-100 Open             | $19 730           | $1 575 792  |
| Dvouhra                   | Internazionali BNL d'Italia | $15 000           | $1 590 792  |
| Dvouhra                   | Hamburg Masters             | $400 000          | $1 994 592  |
| Dvouhra                   | French Open                 | $42 313           | $2 036 905  |
| Dvouhra                   | Gerry Weber Open            | $113 000          | $2 149 905  |
| Dvouhra                   | Wimbledon                   | $1 107 817        | $3 258 722  |
| Dvouhra                   | Allianz Suisse Open Gstaad  | $76 500           | $3 335 222  |
| Dvouhra                   | Rogers AT&T Cup             | $410 500          | $3 745 722  |
| Dvouhra                   | Cincinnati Masters          | $7 500            | $3 753 222  |
| Dvouhra                   | US Open                     | $1 000 000        | $4 753 222  |
| Dvouhra                   | Thailand Open               | $76 500           | $4 829 722  |
| Dvouhra                   | Tennis Masters Cup          | $1 520 000        | $6 357 547  |
| Čtyřhra                   | Australian Open             | $3 587            | $919 547    |
| Čtyřhra                   | Pacific Life Open           | $3 675            | $1 556 062  |
| Čtyřhra                   | Internazionali BNL d'Italia | $3 800            | $1 594 592  |
| Čtyřhra                   | Gerry Weber Open            | $1 000            | $2 150 905  |
| Čtyřhra                   | Thailand Open               | $7 825            | $4 837 547  |
| Přehled                   | výdělek v sezóně            | výdělek v sezóně  | $6 357 547  |
| Přehled                   | výdělek v kariéře           | výdělek v kariéře | $14 085 555 |
| kurziva – turnajový titul |                             |                   |             |